# Irving Weissman
Irving Lerner Weissman (sinh ngày 21.10.1939 tại Great Falls, Montana) là giáo sư môn Bệnh lý và Sinh học phát triển ở Đại học Stanford. Ông cũng là giám đốc "Viện Sinh học Tế bào gốc và Y học tái sinh Stanford" (Stanford Institute of Stem Cell Biology and Regenerative Medicine).

## Sự nghiệp
Weissman lớn lên ở Great Falls, Montana. Ông đậu bằng cử nhân khoa học ở Đại học bang Montana năm 1961, bằng bác sĩ y khoa ở Đại học Stanford năm 1965, và bắt đầu sự nghiệp khoa học tại Viện nghiên cứu McLaughlin.
Ông tập trung ghiên cứu vào môn sinh học tế bào gốc tạo huyết (hematopoietic stem cell). Ông đã triển khai các phương pháp để xác định các tế bào gốc, và nghiên cứu nhiều về tế bào gốc và tế bào tổ tiên (progenitor cell) Ông cũng tập trung nghiên cứu vào "Sự phát sinh loài và sinh học phát triển của các tế bào tạo nên hệ thống tạo máu và hệ miễn dịch". Ông cũng nổi tiếng về nghiên cứu biến đổi gen, trong đó các tế bào não của con người được cấy trong não chuột.

## Giải thưởng và Vinh dự
- 1989 Viện sĩ Viện hàn lâm Khoa học quốc gia Hoa Kỳ
- 2002 Danh hiệu "Nhà khoa học trong năm" của California.[5]
- 2008 Giải Robert Koch
- 2009 Giải Rosenstiel